# John Chancellor
John Chancellor (ur. 20 października 1870 w Edynburgu, zm. 31 lipca 1952 w Shieldhill) – brytyjski podpułkownik (Lieutenant Colonel), później polityk i dyplomata kolonialny.

## Życiorys

### Dzieciństwo i młodość
John urodził się w szlacheckiej rodzinie w Edynburgu w Szkocji. Ukończył Blair Lodge School.

### Kariera wojskowa
Chancellor służył w Korpusie Inżynierów Królewskich British Army. W 1890 ukończył Royal Military Academy, otrzymując stopień podporucznika (Second lieutenant). W 1893 otrzymał awans na porucznika (Lieutenant). Przez kilkanaście lat przebywał w Indiach Brytyjskich, uczestnicząc w walkach na pograniczu z Afganistanem.
W 1903 poślubił Mary Elisabeth Howard Thompson. Mieli troje dzieci.

### Kariera dyplomatyczna

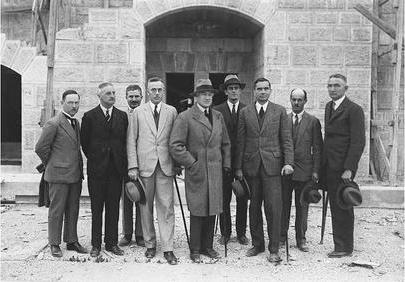
Sir John Chancellor podczas odwiedzin w siedzibie YMCA w Jerozolimie, 1931

W latach 1911–1916 był gubernatorem Mauritiusu, zdobywając pierwsze doświadczenie w służbie administracji kolonialnej. W latach 1916–1921 był gubernatorem Trynidadu i Tobago. Następnie został głównym asystentem sekretarzem Komitetu Obrony Kolonialnej (1922–1923). W latach 1923–1928 był gubernatorem Rodezji Południowej.
6 grudnia 1928 Chancellor objął stanowisko wysokiego komisarza Palestyny. Początek jego administracji zbiegł się z wybuchem krwawych wydarzeń zamieszek w Palestynie (23–31 sierpnia 1929). Był on wówczas w Londynie, a wszystkie decyzje w jego imieniu podejmował sir Harry Charles Luke. W celu dokładnego zbadania przebiegu, okoliczności i przyczyn zamieszek, powołano Komisję Śledczą, na czele której stanął wybitny prawnik sir Walter Shaw. W marcu 1930 został opublikowany raport komisji Shawa, i w jego konsekwencji ogłoszono białą księgę Passfielda ograniczającą wielkość żydowskiej imigracji napływającej do Palestyny. Chancellor pomagał w redakcji tego dokumentu. Zalecił on ograniczenie możliwości nabywania przez Żydów nowych gruntów w Palestynie, twierdząc, że nie ma już wolnych do sprzedaż gruntów rolnych. Aktywnie wspierał rozwój społeczności arabskiej. 1 listopada 1931 zakończył swoją służbę w Mandacie Palestyny.

### Późniejsza działalność
W 1937 został mianowany przewodniczącym Komisji Hodowców. Zmarł w 1952 w szkockiej wiosce Shieldhill.

## Awanse
- podporucznik (Second lieutenant) – 1890
- porucznik (Lieutenant) – 1893
- kapitan (Captain)
- major (Major)
- podpułkownik (Lieutenant-Colonel)

## Odznaczenia
- Rycerz Wielkiego Krzyża Orderu św. Michała i św. Jerzego
- Rycerz Wielkiego Krzyża Królewskiego Orderu Wiktoriańskiego
- Rycerz Wielkiego Krzyża Orderu Imperium Brytyjskiego
- DSO